# Elwood (New Jersey)
Elwood – jednostka osadnicza w Stanach Zjednoczonych, w stanie New Jersey, w hrabstwie Atlantic.